# Erich Mielke
Erich Fritz Emil Mielke (Berlin, 1907. december 28. – Berlin, 2000. május 21.) keletnémet politikus.

## Élete
Az 1920-as évek közepén fuvarozási vállalkozónak tanult, 1931-ig szállítmányozási segéd volt.

## Politikai karrierje
1925-ben belépett a Németország Kommunista Pártjába (KPD). 1931 augusztusában egy berlini tüntetést követően meggyanúsították két rendőr meggyilkolásával. A Szovjetunióba menekülve a moszkvai Lenin Intézetben tanult 1932-től 1935-ig. A második világháború alatt a belga és a francia kommunista pártban tevékenykedett; 1945-ben visszatért Berlinbe, és mint a kommunista párt tagja, a város egyik kerületének rendőrkapitánya lett.
1945-1946-ban az NSZEP központi bizottsága rendészeti és igazságügyi osztályának vezetője; 1950 és 1989 között a központi bizottság tagja. 1950-től 1953-ig, majd – rövid szünet után – 1957-ig államtitkárként az állambiztonsági miniszter helyettese. 1957-től 1989-ig állambiztonsági miniszter. Előbb a parlament, a nemzeti védelmi tanács, majd 1976-tól a központi bizottság politikai bizottságának tagja. 1980-ban hadseregtábornokká nevezték ki.

## Az NDK megszűnése után
1989 novemberében lemondott miniszteri tisztéről, majd a nemzetgazdaság megkárosítása miatt előzetes letartóztatásba került, ahonnan 1990 márciusában rossz egészségi állapota miatt engedték ki. Júliusban az elkülönítő táborok felállítása és a Vörös Hadsereg Frakció (RAF) nevű nyugatnémet terrorszervezet támogatása miatt újabb eljárás indult ellene. Októberben újabb elfogatóparancsot adtak ki ellene hűtlenség miatt, majd 1991-ben a berlini falnál meggyilkoltak, illetve az 1931-es rendőrgyilkosság ügyében, valamint a RAF-terroristák segítsége miatt, továbbá 1992-ben a belnémet határon meggyilkoltak közül 68 áldozat ügyében indult ellene eljárás. Az 1931-es gyilkosságban való részvétele miatt 1993-ban hat év szabadságvesztésre ítélték, amelyet két év múlva – egészségi állapota miatt – felfüggesztettek. 1998-ban – ismét egészségi állapota miatt – minden eljárást megszüntettek ellene. 2000-ben halt meg egy berlini öregotthonban. Jeltelen sírba temették a berlini központi temetőben.